# Эгбет (Гонконг)
Эгбет (англ. Aigburth, иер. трад. 譽皇居) — 48-этажный гонконгский небоскрёб, расположенный в районе Мид-левелс. Построен в 1999 году в стиле постмодернизма (проект разработала гонконгская архитектурная фирма Wong Tung & Partners). Высота шпиля достигает 196 м. Считается дорогим жилым комплексом повышенной комфортности. Имеются паркинг на 65 мест, сквер, бассейн, искусственный водопад, клуб-хаус с фитнес-центром, спортивной площадкой и спа-салоном. Девелопером здания выступает компания Kerry Properties. 